# Шинук
Шинук (на английски: Chinook) е град в окръг Блейн, щата Монтана, САЩ. Шинук е с население от 1386 жители (2000) и обща площ от 1,3 km². Намира се на 740 m надморска височина. ЗИП кодът му е 59523, 59535, а телефонният му код е 406.